# 入江家 (地下家)
入江家（いりえけ）は、土佐一条氏・一条家に仕えた公家・地下家。

## 出自
入江家の出自は不明であるが、『地下家伝』では藤原氏の出身であるとされる。『尊卑分脈』によると京極為兼は「号京極又入江」とある。また、吉田東伍は『撰要目録』に見える「冷泉羽林」と「入江羽林」を同一人物であるとし、「京極為兼歟、又は其一族なり」とした。柴田光彦は入江羽林と同一人物の冷泉羽林を左中将・二条為道のことであるとした。
『土佐物語』によると、土佐一条氏の御一門に位置付けられており、一条氏と同族の東小路氏・西小路氏や雲客の飛鳥井家・白川家と同等の家格を有していたことがわかる。一条兼定に仕えていた入江左近（兵部大輔）は、長宗我部元親と通じて兼定を裏切り左肘を斬り落とし、主君を裏切ったことで元親により打首になったとされる。
享保9年（1724年）の記事によると一条内基以来の諸大夫であったという。
『地下家伝』には、土佐一条氏に仕えた入江家の末裔で代々京都一条家の家司を務めた入江家についての記述がある。それによると、土佐国にいた入江豊後守則兼が始祖とされる。則兼からは則連-則房-則昌-則量-則具-則定-則信-則明-則韶-則敏-則恭-則賢･･･則義（牧義脩の子）と幕末続いた。他にも、三条家に仕えた一族も存在した。則昌からは則通-則茂-則宗･･･則敬-則和･･･則徳（則敬の子）-則孝･･･則業-則順･･･則精（則業の子）と続いた。則徳の子・加田範胤は正親町三条家に仕えた。